# Cerastium barberi
Cerastium barberi är en nejlikväxtart som beskrevs av Robinson. Cerastium barberi ingår i släktet arvar, och familjen nejlikväxter. Inga underarter finns listade i Catalogue of Life.